# Dorum
Dorum är en ortsteil i kommunen Wurster Nordseeküste i Landkreis Cuxhaven i förbundslandet Niedersachsen i Tyskland. Dorum var en kommun fram till 1 januari 2015 när den uppgick i Wurster Nordseeküste. Kommunen Dorum hade 3 767 invånare 2014.